# Галисијски језик
Галисијски језик (гал. galego) је један од језика Шпаније. То је матични језик аутономне заједнице Галисија, где је званичан заједно са кастиљанским шпанским. Веома је близак португалском језику.
Осим Галисије, говори се у руралним зонама Ел Бјерса (провинција Леон), у једној архаичној форми која је слична португалском и леонском језику, у три општине у провинцији Касерес у Долини Халима (Валверде дел Фресно, Елхас и Сан Мартин де Требехо), и у Хиспаноамерици, у заједницама у којима је број галицијских емиграната велик, посебно Буенос Ајресу (Аргентина).

## Историја
Галисијски је романски језик, који је настао од некадашњег галисијско-португалског језика, средњовековног језика који је настао од латинског у северозападним областима Иберијског полуострва, конкретно у римској провинцији Галецији, тј. у данашњој Галисији, северном Португалу, Астурији, Леону и делу провинције Замора.

## Примери
| Српски         | Галисијски      | Португалски                  | Шпански         |
| -------------- | --------------- | ---------------------------- | --------------- |
| Добар дан      | Bos días        | Bom dia                      | Buenos días     |
| Како се зовеш? | Como te chamas? | Como te chamas?              | Cómo te llamas? |
| Извините       | Desculpe        | Desculpe                     | Disculpe        |
| Хвала          | Grazas          | Obrigado                     | Gracias         |
| Добро дошао    | Benvido         | Bem-vindo                    | Bienvenido      |
| Збогом         | Adeus           | Adeus                        | Adiós           |
| Да             | Si              | Sim                          | Sí              |
| Не             | Non             | Nom (AGAL) Não (Португалски) | No              |